# 栗原俊雄
栗原 俊雄（くりはら としお、1967年 - ）は、日本のジャーナリスト、毎日新聞記者。東京都出身。

## 来歴
早稲田大学政治経済学部政治学科卒業、同大学院政治学研究科修士課程修了（日本政治史）。1996年毎日新聞社入社。横浜支局などを経て東京本社学芸部記者。
日本の戦争責任と戦後賠償に関する執筆を主に手掛ける。2009年、第3回疋田桂一郎賞を受賞。

## 著書
- 『戦艦大和 生還者たちの証言から』岩波新書 2007
- 『シベリア抑留 未完の悲劇』岩波新書 2009
- 『勲章 知られざる素顔』岩波新書 2011
- 『シベリア抑留は「過去」なのか』岩波ブックレット 2011
- 『20世紀遺跡 帝国の記憶を歩く』角川学芸出版 2012
- 『遺骨 戦没者三一〇万人の戦後史』岩波新書 2015
- 『「昭和天皇実録」と戦争』山川出版社 2015
- 『特攻 戦争と日本人』中公新書 2015
- 『戦後補償裁判 民間人たちの終わらない「戦争」』NHK出版新書、2016
- 『シベリア抑留 最後の帰還者 家族をつないだ52通のハガキ』角川新書、2018